# Bayé
Bayé är en ort i Burkina Faso.   Den ligger i provinsen Province de la Kossi och regionen Boucle du Mouhoun, i den västra delen av landet, 280 kilometer väster om huvudstaden Ouagadougou. Bayé ligger 319 meter över havet och antalet invånare är 5 478.
Terrängen runt Bayé är platt, och sluttar söderut. Närmaste större samhälle är Salanso, 13,4 kilometer norr om Bayé.
Omgivningarna runt Bayé är en mosaik av jordbruksmark och naturlig växtlighet. Runt Bayé är det ganska tätbefolkat, med 65 invånare per kvadratkilometer.